# Ptychadena bibroni
Ptychadena bibroni é uma espécie de anfíbio da família Ranidae.
Pode ser encontrada nos seguintes países: Burkina Faso, Camarões, República Centro-Africana, Chade, República Democrática do Congo, Costa do Marfim, Gâmbia, Gana, Guiné, Libéria, Mali, Nigéria, Senegal, Serra Leoa, Togo, e possivelmente Benin, Guiné-Bissau e Sudão.
Os seus habitats naturais são: savanas áridas, savanas húmidas, marismas intermitentes de água doce, jardins rurais, florestas secundárias altamente degradadas, canais e valas.